# Pronoé (manželka Aitóla)
Pronoé (starořecky Προνόη) je v řecké mytologii dcera Forba, manželka aitólskeho krále Aitola.
Dle antického písemného zdroje od autora Apollodora z Athén se Pronoé provdala za aitólskeho krále Aitola a stala se matkou synů Pleuróna a Kalydóna, po kterých byla v Aitólii pojmenována města.